# Бартошинський Збігнєв Владиславович
Збігнєв Владиславович Бартошинський (*8 серпня 1929, містечко Скала-над Збручем, нині смт Скала-Подільська Борщівського району Тернопільської області — †23 серпня 2004, Львів) — відомий кристалограф, мінералог, професор Львівського національного університету імені Івана Франка.

## Життєпис
Закінчив геологічний факультет Львівського державного університету імені І. Франка у 1952 році.
1952—1963 роках працював геологом, мінералогом, завідувачем спецлабораторією Амакінської експедиції Якутського геологічного управління міністерства геології СРСР.
1963—1985 доцент кафедри мінералогії геологічного факультету Львівського держуніверситету Франка, 1985—2000 професор цієї кафедри.
У 1983 році захистив докторську дисертацію «Минералогия алмазов из месторождений Якутии».
Наукові інтереси: мінералогія і кристалографія. Вивчав кристаломорфологію алмазів і їхні фізичні властивості.

## Досягнення
Уперше у світі разом з М. А. Гнєвушевим розробив мінералогічну класифікацію алмазів. На підставі його прогнозних даних відкрито алмазоносні кімберлітові трубки Ботуобінська (1994) і Нюрбінська (1996).
Започаткував на геологічному факультеті школу гоніометрії.
Автор понад 120 наукових праць.
Патент України на винахід «Спосіб сортування алмазів» (1997, співавтор Сергій Бекеша).
Нагороджений медаллю «За трудовую доблесть» (1957), бронзовою медаллю ВДНГ СРСР (1985), почесний розвідник надр (2004), почесний член Українського мінералогічного товариства.

## Праці
- Бартошинский З.В. Кристалломорфология алмазов из россыпей Северо-Востока Сибирской платформы // Минералогический сборник. 1966. - №20.- вып.3
- Бартошинский З.В. Минералогическая классификация природных алмазов // Минералогический журнал. – 1983.- Т.5, - №5
- Бартошинский З.В., Квасница В.Н. Кристалломорфология алмаза из кимберлитов К.: 1991